# Reyer Venezia Mestre Femminile 2018-2019
Questa voce raccoglie le informazioni riguardanti il Reyer Venezia Mestre Femminile nelle competizioni ufficiali della stagione 2018-2019.

## Stagione
La stagione 2018-2019 della Umana Venezia è la sedicesima che disputa in Serie A1 dalla rifondazione del 1998. La squadra partecipa per il quarto anno consecutivo all'EuroCup.

## Verdetti stagionali
Competizioni nazionali
- Serie A1: (29 partite)

stagione regolare: 2º posto su 12 squadre (17-3);
play-off: semifinale persa contro Ragusa (2-3).
- Coppa Italia: (2 partite)

Final four: semifinale persa contro Geas.
Competizioni europee
- EuroCup: (10 partite)

stagione regolare: 2º posto su 4 squadre nel gruppo G (3-3);
sconfitta ai sedicesimi dal Blma (risultato aggregato: 143-147).

## Organigramma societario
Area dirigenziale
- Presidente: Federico Casarin

Area Tecnica
- Allenatore: Andrea Liberalotto
- Vice Allenatore: Francesco Iurlaro
- Assistente Allenatore: Juan Pernias Escrig
- Preparatore atletico: Davide Rocco
- Responsabile Settore Giovanile: Franco Conchetto
- Addetto Statistiche: Maurizio Ferrara

Area Sanitaria
- Medico Sociale: Diego Turchetto
- Fisioterapista: Lisa Bortolato

## Roster
| Reyer Venezia Mestre Femminile | Reyer Venezia Mestre Femminile |
| Giocatrici                     | Staff tecnico                  |
| ------------------------------ | ------------------------------ |

| 3  | Stati Uniti (bandiera)                      | GA | Jolene Anderson                 | 1986 | 175 cm |  |  |
| 4  | Italia (bandiera)                           | AC | Martina Bestagno                | 1990 | 189 cm |  |  |
| 5  | Italia (bandiera)                           | P  | Debora Carangelo (C)            | 1992 | 169 cm |  |  |
| 7  | Italia (bandiera)                           | G  | Martina Kacerik                 | 1996 | 181 cm |  |  |
| 6  | Italia (bandiera)                           | G  | Gaia Gorini                     | 1992 | 180 cm |  |  |
| 10 | Italia (bandiera)                           | A  | Valeria De Pretto               | 1991 | 185 cm |  |  |
| 12 | Lettonia (bandiera)                         | A  | Anete Šteinberga                | 1990 | 190 cm |  |  |
| 14 | Germania (bandiera)                         | P  | Marie Gülich                    | 1994 | 196 cm |  |  |
| 30 | Italia (bandiera)                           | G  | Alice Gregori                   | 2000 | 178 cm |  |  |
| 18 | Italia (bandiera)                           | AC | Sara Madera                     | 2000 | 186 cm |  |  |
| 30 | Turchia (bandiera)                          | A  | Lara Sanders                    | 1986 | 191 cm |  |  |
| 49 | Italia (bandiera)                           | A  | Laura Macchi                    | 1979 | 188 cm |  |  |
| 8  | Australia (bandiera)                        | G  | Alexandra Antonietta Ciabattoni | 1994 | 183 cm |  |  |
| 22 | Ungheria (bandiera)                         | A  | Chyesha Damian Goree            | 1993 | 190 cm |  |  |
| 44 | Stati Uniti (bandiera) · Romania (bandiera) | AC | Ashley Walker                   | 1987 | 187 cm |  |  |

| Allenatore                                                           |
| - Andrea Liberalotto                                                 |
| Assistente/i                                                         |
| - Massimo Romano - Juan Pernias Escrig Legenda - (C) Capitano Roster |